# ギョリュウ科
ギョリュウ科 (ギョリュウか、Tamaricaceae) は双子葉植物の科のひとつでギョリュウなどを含む。草本または低木で、乾燥や塩に強い種が多い。葉や花は小さい。日本には自生種はないが、ギョリュウなどが栽培種として持ち込まれている。北米では野生化している。

## 分類・分布
周北極および旧熱帯の、温帯から亜熱帯、特に地中海から中央アジアに分布する。
およそ4属120種がある。4属とするときの一例を示す。
- Hololachna
- Myricaria
- Reaumuria
- Tamarix

ギョリュウ科自体はFrankeniaceaeと姉妹群とされ、APG植物分類体系ではナデシコ目に含められる。クロンキスト体系、新エングラー体系ではスミレ目に属していた。